# Клейнер, Израиль Михайлович
Израиль Михайлович Клейнер (8 января 1893, Кишинёв, Бессарабская губерния — 26 ноября 1937, Москва) — советский государственный и хозяйственный деятель.

## Биография
Срул Мейлихович Клейнер родился в семье бондаря Мейлиха Боруховича Клейнера и его жены Ханы Иосифовны. В 1910 году закончил трёхлассное городское училище в Кишинёве, работал в бондарской мастерской, занимался репетиторством. В том же году увлёкся анархо-коммунизмом, начал вести революционную работу в Бессарабии и на юге Украины (в Кишинёве, Одессе, Херсоне). Неоднократно арестовывался, в 1911 году был сослан в Туруханский край.
В 1913 году вместе с арестованным с ним по одному делу А. П. Улановским бежал из ссылки. В 1915 году был призван в армию. После демобилизации в 1917 году работал переплётчиком и приказчиком на табачной фабрике Асмолова в Ростове-на-Дону. В 1920 году вступил в РКП(б). С 1920 года редактировал газету «Профдвижение на Дону и Кубани», параллельно занимаясь профсоюзной и хозяйственной работе на Кубани (в 1920 году — член президиума Ростовского совета, в 1920—1922 годах — председатель облсовета профсоюзов, в 1922—1924 годах — председатель областного экономического совещания). В 1924—1926 годах работал начальником Ростовского крайторга (краевого управления торговли), в 1926—1927 годах — уполномоченным Хлебоэкспорта.
В 1927—1929 годах был уполномоченным Наркомата внутренней торговли СССР по Средней Азии, в 1929—1930 годах — заместителем председателя СНК Узбекистана. С 1930 года вновь в Ростове-на-Дону: в 1930—1931 годах — начальник крайторга, затем первый заместитель председателя крайисполкома (1931—1932).
В 1933—1934 годах служил заместителем председателя, с апреля 1934 года — председателем Комитета по заготовкам сельскохозяйственных продуктов при СНК СССР (член Комитета с 1932 года). 
26 января—10 февраля 1934 года делегат XVII съезда ВКП(б) с совещательным голосом.
С декабря 1936 года — член СНК СССР. Кандидат (1924—1925) и член (1929—1937) ЦИК СССР. Постановлением ЦИК СССР от 17 января 1936 года за «перевыполнение плана 1935 года по заготовкам основных сельскохозяйственных продуктов и за успехи в деле организации хранения и переработки зерна» награждён орденом Ленина. В 1936 году, будучи председателем Комитета заготовок при СНК СССР, подготовил план по строительству подземных резервных зернохранилищ в Ленинграде, который не был осуществлён в связи с его арестом.
4 августа 1937 года арестован. Из обвинительного заключения: «…являлся участником контрреволюционной террористической организации правых, стоял за применение террористических методов борьбы с руководством партии и проводил вредительскую деятельность в Комитете заготовок <…> как враг народа, организовавший вредительство в области хлебозаготовок, строительства хлебных элеваторов, заготовок и хранения сортовых семян».
Расстрелян. Реабилитирован в 1955 году.

## Книги И. М. Клейнера
- Действительность Кубанской станицы. Краснодар: Буревестник, 1924.